# EAST END
EAST END（イースト・エンド）は、1MCと2DJからなるヒップホップグループ。FUNKY GRAMMAR UNITの一員。1994年から1996年にかけては、「EAST END×YURI」名義で活動していた。

## メンバー
- GAKU-MC - MC担当。1970年10月6日、東京都保谷市（現西東京市） O型。
- ROCK-Tee - DJ担当。1970年12月8日、東京都新宿区 O型。
- YOGGY - DJ担当。1970年5月5日、東京都渋谷区原宿　A型。

## 略歴
- 高校入学時、同じクラスで出席番号も1つ違いであったGAKU-MCとYOGGYが出会う。ブレイクダンスから始まりヒップホップに傾倒し、「ファンキー・ニュー・スタイル」というユニットに参加していた。ちなみに、当時はYOGGYもMCだった。
- その後、GAKU-MCはラップのコンテストなどに出場するようになり、そこでROCK-Teeと出会う。GAKU-MCとROCK-Teeが大学の入学式で偶然再会する。当時GAKU-MCはMC GAKUとしてソロ活動、YOGGYはPuzzle Jam Rockers、ROCK-TeeはDEF BEAT CREWでそれぞれ活動していた。
- 1990年、3人で「EAST END」を結成。浜松町ワルシャワで開催されたイベント「第1回 PEACE BALL」で初ライブ決行。当時は日本のヒップホップ史における黎明期であり、現在のシーンにおいては大御所的な存在となったRHYMESTER、ZINGI、MUROらとしのぎを削っていた。また、YOGGYはBOY-KENのバックDJとして、スチャダラパー等と共にMAJOR FORCEのツアーに同行していた時期がある。
- 1991年、ZINGIが中心になったイベント「YOUNG MC'S IN TOWN」（場所は、2nd Albumにも名前がある代々木チョコレートシティにて月1開催。）に参加。後にここからRIP SLYMEを輩出した。バブルガム・ブラザーズの中野サンプラザ公演にてフロントアクトとして出演し、彼らの秋から行われた学園祭を含めた全国ツアーに同行する。
- 1992年、ファイルレコードからデビュー・アルバム『Beginning of The END』をリリース。この頃、SUやTAKE（DJ FUMIYAの兄）のダンスグループ"MELLOW DOWN"をバックダンサーに迎えている。
- 1993年、RHYMESTERのアルバム『俺に言わせりゃ』に収録された「FUNKY GRAMMAR」にMELLOW YELLOWとともに客演したことがきっかけで、ヒップホップ・コミュニティ「FUNKY GRAMMAR UNIT」を結成。その後、レギュラー・イベント「FG NIGHT」を開始。
- 1994年2月、友人だった東京パフォーマンスドールの市井由理の新宿シアターアプルで行われたライブにゲスト出演。観ていたファイルレコード佐藤社長の一声でユニット「EAST END×YURI」を結成。
- 1994年6月、EAST END×YURI名義で「denim-ed soul」をリリース。
- 1994年8月、EAST END×YURI名義で『DA.YO.NE』をリリース。
- 1995年2月、方向性の違いによりROCK-Teeが脱退。
- その後、地方のパワープレイにて『DA.YO.NE』がブレイクし、日本のヒップホップにおいて初のミリオンセラーを記録する等、かつてない成功を収めている。その為、超多忙スケジュールとなった1995年夏頃には、記憶が徐々に薄れ始めたらしい。
- 1995年秋、ROCK-Teeが原宿にショップ「CRIB」をオープン。
- 1995年12月、NHK紅白歌合戦に出場し、日本のメジャーシーンにおいてラップやヒップホップを広く認知させた。なお、「家から普段着を着て行って出演、そのカッコのまま家に帰るって決めてた(GAKU)」らしい。
- 1996年、EAST END×YURIとしての活動を終える。
- 1998年、EAST ENDの活動も休止。
- 1999年、GAKU-MCがソロ活動開始。
- 2000年、YOGGYがミクスチャーバンド「Food」のメンバーとして活動。ROCK-Teeはプロデュース活動を始める。
- 2002年10月、メローイエローのライブ終了後オリジナルメンバー3人が再会。再始動を決意する。
- 2003年、活動再開。CRAZY-A、童子-T、そしてFUNKY GRAMMAR UNIT全員が参加というマスターピース『Beginning of the Endless』を発売。
  - 「Beginning of the Endless Tour」として、全国クラブツアー。
  - 11月23日、「イイニーサン(EE兄さん)の日」にツアーファイナルをラフォーレミュージアム六本木にて行う。
- 2005年、『Three』を発売。前作から一転、一切客演を迎えず3人のみで完成させた。
- 2011年3月20日、東日本震災のチャリティー活動のため、震災から約1週間後に「ヤル気持参！今要らないモノは『不謹慎』、必要なのはビートに乗って『Swingin'』と音で感じる『スキンシップ』」と銘打ち、被災地への支援だけでなく、震災で営業を自粛していたクラブ業界や気落ちしていた人々への激励を込めてダサパを緊急敢行。ゲストに椎名純平らを迎え、多くの集客を果たす。
- 2012年、隔月で開催していたオーガナイズイベント『DA THIRSTY PARTY』 - ダ・サースティ・パーティが、FGクルーや親交の厚いミュージシャンなど数多くのゲストを一同に集めた最終回を3月に行い終了。
  - ダサパ終了に際して、KIN（MELLOW YELLOW）がブログにて自身の思い出とともにコメントを寄せている。
- 現在は、製作＆ライブ活動を再び休止。各自ソロ活動中。
- 2014年12月19日に行われたRHYMESTERの結成25周年イベント『R 25』で久々に再結集し、パフォーマンスを行った。

## ディスコグラフィ
※EAST END×YURI名義の楽曲は割愛している

### シングル
- 『ココロエ』　(2003年)

### アルバム
- 『Beginning of The END』　(1992年)
- 『Beginning of the Endless』　(2003年)
- 『Three』　(2005年)

### その他
- 『BEST OF JAPANESE HIP HOP』(1994年7月) -「In Your Jeep」収録
- ライムスター 『EGOTOPIA』(1995年) - 「return of Funky Grammar」に参加